# Phil Harres
Phil Harres (Datteln, 25 maart 2002) is een Duits voetballer die doorgaans als centrumspits speelt. In 2021 maakte hij namens SSV Ulm 1846 zijn debuut in het betaald voetbal tijdens een wedstrijd in de DFB-Pokal. In juli 2024 verruilde hij FC 08 Homburg voor Holstein Kiel.

## Clubloopbaan

### Jeugd
Harres begon op jonge leeftijd met voetballen bij Borussia Dortmund en vervolgde zijn jeugdopleiding bij VfL Bochum. In 2017 sloot hij zich aan bij Hombrucher SV, waar hij één seizoen speelde voordat hij overstapte naar Preußen Münster. Daar kwam hij terecht in de onder-17 en maakte hij op 11 augustus 2018 zijn basisdebuut in de thuiswedstrijd tegen de leeftijdsgenoten van 1. FC Köln. Na 22 wedstrijden en zes doelpunten vertrok hij in 2019 naar de jeugdopleiding van Dynamo Dresden, waar hij uitkwam voor de onder-19. Op 11 augustus 2019 maakte hij zijn debuut in die leeftijdscategorie in een wedstrijd tegen Werder Bremen. In december 2020 tekende Harres zijn eerste profcontract, met een looptijd tot medio 2024. In 2021 maakte hij de overstap naar het seniorenvoetbal.

### Dynamo Dresden
Harres maakte op 12 mei 2021 als A-junior zijn debuut in het eerste elftal van Dynamo Dresden in de kwartfinale van de Landespokal Sachsen tegen Bischofswerdaer FV 08. In de met 2–0 gewonnen thuiswedstrijd kreeg hij van trainer Alexander Schmidt een plaats in de basis. In de voorbereiding op het seizoen 2021/22 wist hij geen vaste plek in de selectie te veroveren, waarna hij voor twee seizoenen werd verhuurd aan SSV Ulm 1846.  Na één seizoen keerde hij, mede door zijn positieve ontwikkeling, terug naar Dresden. Onder de nieuwe trainer Markus Anfang kwam hij opnieuw niet in aanmerking voor een basisplaats, maar op 10 augustus 2022 maakte hij wel zijn officiële debuut in de 3. Liga. In de thuiswedstrijd tegen SC Verl viel hij vijf minuten voor tijd in voor Stefan Kutschke.  Omdat het uitzicht op speeltijd beperkt bleef, werd hij voor de rest van het seizoen 2022/23 verhuurd aan Viktoria Berlin. Na zijn terugkeer uit Berlijn besloot Harres Dynamo Dresden te verlaten. In de zomer van 2023 tekende hij een contract bij FC 08 Homburg.

#### Verhuur aan SSV Ulm 1846
In het seizoen 2021/22 werd Harres voor twee seizoenen verhuurd aan SSV Ulm 1846. Op 7 augustus 2021 maakte hij zijn debuut in het eerste elftal tijdens de eerste ronde van de DFB-Pokal tegen 1. FC Nürnberg. In de met 0–1 verloren thuiswedstrijd startte hij als centrumspits onder leiding van hoofdcoach  Thomas Wörle. Op 11 september maakte hij zijn eerste doelpunt voor Ulm, tijdens een met 1–0 gewonnen thuiswedstrijd in de Regionalliga Südwest tegen FC Rot-Weiß Koblenz. Hij kwam in de 85e minuut in het veld voor Adrian Beck en scoorde in blessuretijd het enige doelpunt van de wedstrijd. Met negen doelpunten in vijf wedstrijden leverde Harres een belangrijke bijdrage aan het bereiken van de finale van de Landespokal Württemberg. In de eindstrijd waren de Stuttgarter Kickers na strafschoppen te sterk. Vanwege zijn positieve ontwikkeling werd hij na één seizoen door Dynamo Dresden teruggehaald.

#### Verhuur aan Viktoria Berlin
Harres werd voor het seizoen 2022/23 verhuurd aan Viktoria Berlin, waar hij op 10 september direct zijn basisdebuut maakte in de thuiswedstrijd tegen stadsgenoot Tennis Borussia Berlin. Hij opende zijn optreden door in de 69e minuut de 1–0 voorsprong voor zijn ploeg te scoren. Het duel in de Regionalliga Nordost werd uiteindelijk met 2–1 gewonnen. Tijdens zijn tweede uitleenperiode was Harres niet onomstreden, wat resulteerde in achttien basisplaatsen in de competitie. Trainer Semih Keskin liet hem in de Landespokal Berlin regelmatig in de basis starten. Mede dankzij drie doelpunten van Harres tegen FC Liria bereikte Viktoria de halve finale, waarin zij met 3–2 verloren van TuS Makkabi.

### FC 08 Homburg
In de zomer van 2023 tekende Harres een tweejarig contract bij FC 08 Homburg. Op 6 augustus 2023 maakte hij zijn debuut voor de club in de thuiswedstrijd tegen VfR Aalen. In het met 1–1 gelijkgespeelde duel in de Regionalliga Südwest werd hij bij aanvang van de tweede helft ingebracht voor Fabian Eisele. Een week later maakte hij zijn eerste doelpunt voor Homburg in de eerste ronde van de DFB-Pokal tegen SV Darmstadt 98. In de met 3–0 gewonnen wedstrijd tekende hij in de 81e minuut voor het derde en laatste doelpunt. Harres bereikte met Homburg in het seizoen 2023/24 de finale van de Landespokal Saarland, die met 2–1 werd verloren van 1. FC Saarbrücken.  Ondanks dat hij geen vaste basisspeler was, kwam hij tot 28 doelpunten in competitie- en bekerwedstrijden samen. Daarmee werd hij topscorer van de Regionalliga Südwest. Zijn prestaties trokken de aandacht van het naar de Bundesliga gepromoveerde Holstein Kiel, dat hem ondanks een doorlopend contract overnam.

### Holstein Kiel
In de zomer van 2024 tekende Harres een contract van onbekende duur bij het naar de Bundesliga gepromoveerde Holstein Kiel. Tijdens de voorbereiding op het seizoen 2024/25 slaagde hij er, mede door concurrentie van onder anderen Alexander Bernhardsson, Shuto Machino en Benedikt Pichler, niet in om zich in de eerste selectie te spelen. Daardoor begon hij het seizoen in het tweede elftal. Op 17 augustus maakte hij zijn debuut in de Regionalliga Nord onder trainer Willi Weiße in de thuiswedstrijd tegen VfB Lübeck. Zijn eerste doelpunt volgde op 29 september in de met 0–3 gewonnen uitwedstrijd tegen  VfB Oldenburg, waarin hij in de 43e minuut de 0–2 scoorde.
Op 26 oktober maakte Harres zijn debuut in het eerste elftal van Holstein Kiel in de Bundesliga, tijdens de uitwedstrijd tegen VfB Stuttgart. Trainer  Marcel Rapp bracht hem tien minuten voor tijd in als vervanger van Max Geschwill. Kort na zijn invalbeurt gaf hij een assist op Armin Gigović, die de achterstand verkleinde tot 2–1. Deze invalbeurt leidde tot zijn eerste basisplaats, enkele dagen later in de tweede ronde van de DFB-Pokal tegen 1. FC Köln. Harres behield zijn plek in de basis en scoorde op 9 november zijn eerste doelpunt in de Bundesliga. In de met 2–1 verloren uitwedstrijd tegen Werder Bremen bracht hij zijn ploeg kort na rust op gelijke hoogte. Rond de winterstop kende hij een productieve fase, waarin hij tweemaal scoorde tegen zowel FC Augsburg als SC Freiburg. Na de winterstop nam zijn doelpuntenproductie af; ondanks dat hij slechts één wedstrijd miste, wist hij nog slechts één keer te scoren. Holstein Kiel beleefde een lastig seizoen en degradeerde na één jaar uit de Bundesliga terug naar de 2. Bundesliga.

## Clubstatistieken
| Seizoen                     | Club              | Competitie           | Competitie | Competitie | Beker | Beker | Internationaal | Internationaal | Overig | Overig | Totaal | Totaal |
| Seizoen                     | Club              | Competitie           | Wed.       | Dlp.       | Wed.  | Dlp.  | Wed.           | Dlp.           | Wed.   | Dlp.   | Wed.   | Dlp.   |
| --------------------------- | ----------------- | -------------------- | ---------- | ---------- | ----- | ----- | -------------- | -------------- | ------ | ------ | ------ | ------ |
| 2020/21                     | Dynamo Dresden    | 3. Liga              | –          | –          | 2     | 0     | –              | –              | –      | –      | 2      | 0      |
| 2021/22                     | → SSV Ulm 1846    | Regionalliga Südwest | 34         | 8          | 7     | 9     | –              | –              | –      | –      | 41     | 17     |
| 2022/23                     | Dynamo Dresden    | 3. Liga              | 1          | 0          | –     | –     | –              | –              | –      | –      | 1      | 0      |
| 2022/23                     | → Viktoria Berlin | Regionalliga Nordost | 28         | 8          | 6     | 4     | –              | –              | –      | –      | 34     | 12     |
| 2023/24                     | FC 08 Homburg     | Regionalliga Südwest | 34         | 24         | 8     | 4     | –              | –              | –      | –      | 42     | 28     |
| 2024/25                     | Holstein Kiel     | Bundesliga           | 26         | 8          | 1     | 0     | –              | –              | 7      | 2      | 34     | 10     |
| Carrière totaal             | Carrière totaal   | Carrière totaal      | 123        | 48         | 24 *  | 17    | –              | –              | 7 **   | 2      | 154    | 67     |
| Bijgewerkt tot 29 juni 2025 |                   |                      |            |            |       |       |                |                |        |        |        |        |

*  Harres speelde vijf wedstrijden in de DFB-Pokal. Als A-junior kwam hij in het seizoen 2020/21 tweemaal in actie voor Dynamo Dresden in de Sachsenpokal. Bij de senioren speelde hij zes wedstrijden in de Württembergpokal namens SSV Ulm (2021/22), zes wedstrijden in de Berliner Pokalvoor Viktoria Berlin (2022/23) en vijf wedstrijden in de Saarlandpokal namens FC Homburg (2023/24).
** Naast zijn optredens voor het eerste elftal van Holstein Kiel speelde hij in het seizoen 2024/25 ook vijf wedstrijden voor het tweede elftal in deRegionalliga Nord.

## Erelijst
Individueel:
| Topscorer Regionalliga Südwest | 1x | 2023/24 |